# 球員錦標賽
球員錦標賽（The Players Championship）是一個高爾夫球比賽，也是PGA巡迴賽賽事之一，開始於1974年。球員錦標賽的獎金額是所有高爾夫巡迴賽中最高的（自2020年起是1,500萬美元）。有時球員錦標賽也會被稱為「第五大滿貫」，但這並未得到官方認可。和其他三個在美國舉行的高爾夫大滿貫賽事不同的是，球員錦標賽並不是歐巡賽的正式賽事。1982年開始，球員錦標賽固定在索格拉斯巡迴賽球手俱樂部舉辦。
世界排名前50位的高爾夫球手都可參加球員錦標賽。在2007年至2018年間，球員錦標賽的第四輪比賽日是五月的第二個星期日（母親節），與之相對的是美國公開賽的第四輪比賽日則是六月的第三個星期日（父親節）。但從2019年開始，由於PGA錦標賽的舉辦時間從8月改至5月，球員錦標賽改在每年3月舉行。